# Schuhfabrik Hassia Gebr. Liebmann
Die Schuhfabrik Hassia Gebr. Liebmann war eine der führenden Schuhfabriken in Europa mit Sitz in Offenbach am Main. Hergestellt wurden vor allem Schuhe für den alltäglichen Gebrauch, aber auch Sportschuhe und Schuhe für den gehobenen Bedarf. Das Unternehmen wurde 1901 von der jüdischen Fabrikantenfamilie Liebmann gegründet und ging 1997 in Konkurs.

## Firmengeschichte

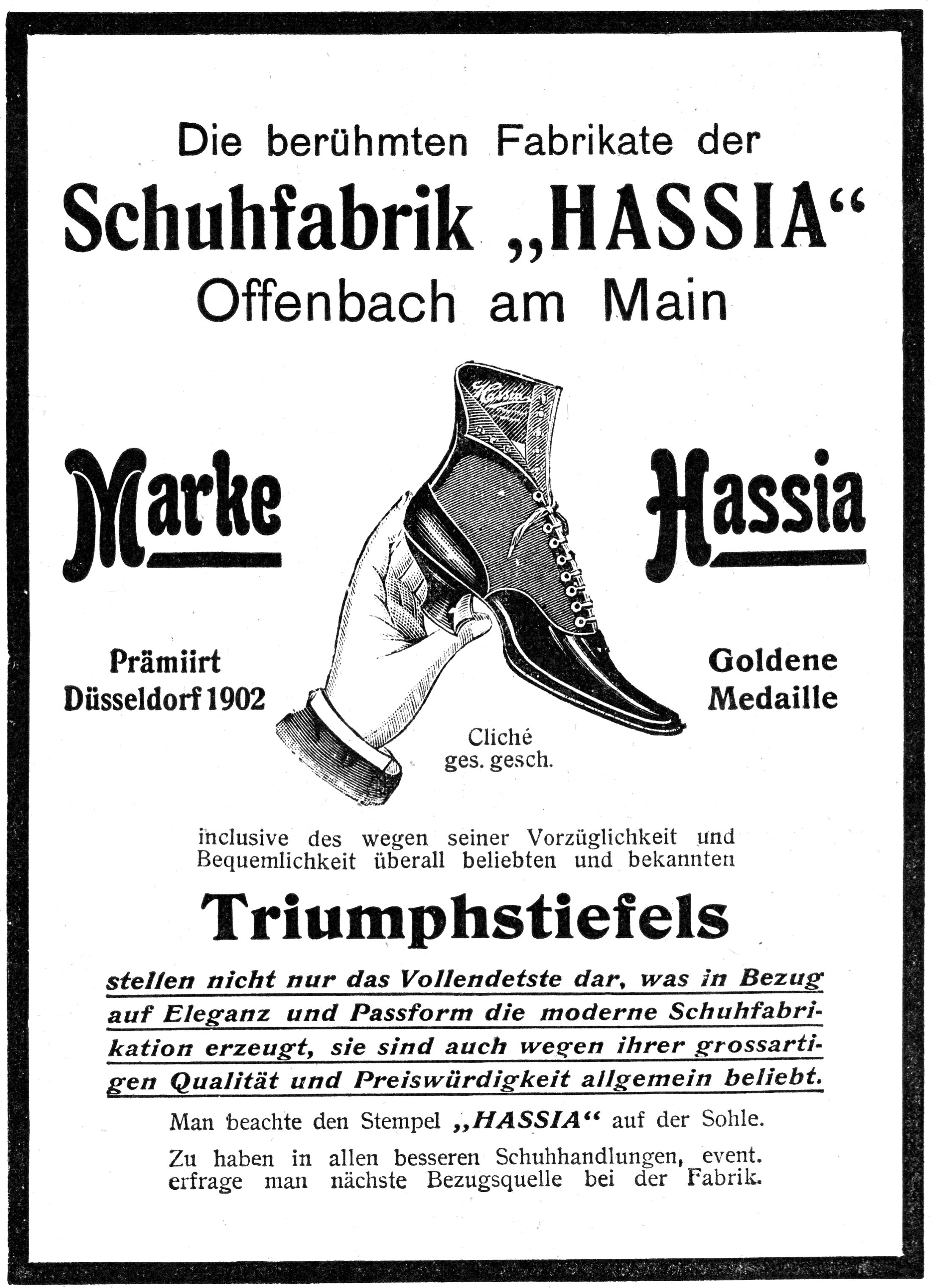
Werbung aus dem Jahr 1904

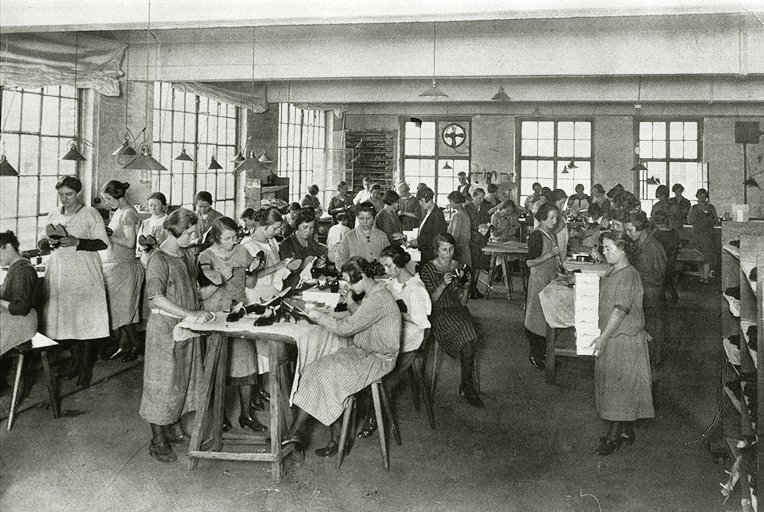
Schuhfabrik Hassia Gebr. Liebmann: Schuhendkontrolle in Offenbach am Main um das Jahr 1925

Der Firmenvorläufer, die Schuhfabrik Wallerstein & Liebmann, wurde 1884 in Offenbach gegründet und stellte bereits Schuhe nach modernen Fertigungsverfahren im McKay-Durchnähverfahren her. Als eine der ersten Schuhfabriken in Deutschland führte sie 1890 die mechanische Schuhproduktion ein.
Nachdem der Miteigentümer Wallerstein das Unternehmen verlassen hatte, ließ die Familie Liebmann in der Offenbacher Christian-Pleß-Straße (damals: Sedanstraße) von 1901 bis 1904 ein neoklassizistisches Firmengebäude errichten. Das Unternehmen firmierte fortan unter dem Namen „Schuhfabrik Hassia Gebr. Liebmann“. Auf nahezu 10.000 Quadratmetern wurden Schuhe von mehreren hundert Mitarbeitern gefertigt. Nach den Plänen des Offenbacher Architekten Friedrich Bossert erfolgten 1911 der Neubau des Verwaltungs- und Lagergebäudes an der Straße und 1921 die fünfgeschossigen Fabrikgebäude im Hof.
Die Markennamen „Hassia sana“, „Victoria“ und „Komfortschuh“ standen für qualitativ hochwertige Erzeugnisse, für welche das Unternehmen Auszeichnungen und Patente erhielt.

## Nationalsozialismus
In der nationalsozialistischen Zeit wurden die jüdischen Eigentümer vertrieben und nachfolgend im Zweiten Weltkrieg auch Zwangsarbeiter in der Produktion beschäftigt. Innerhalb dieser Zeitspanne war Karl Eckardt (Wirtschaftsfunktionär) Vorsitzender des Aufsichtsrates. Im Jahre 1943 wurde das Fabrikgebäude zerstört.

## Nachkriegszeit
In der Nachkriegszeit wurden ab 1949 die Gebäude und Produktion wiederaufgebaut und Hassia spezialisierte sich auf die Produktion von Damenschuhen. Im Jahre 1997 wurde ein Konkursverfahren eröffnet, da nicht mehr kostendeckend produziert wurde. Das insolvente Unternehmen wurde 1998 von der Lorenz Shoe Group AG (Taufkirchen an der Pram) übernommen. Der Firmensitz in Offenbach am Main wurde aufgegeben.
Das ehemalige Fabrikgebäude mit der denkmalgeschützten Südfassade wurde 2001 in ein Dienstleistungs- und Kommunikationszentrum umgewandelt. Es beherbergt heute Verlage, Werbeagenturen, Fotografenateliers sowie Design- und Tonstudios. Im Bereich der ehemaligen Kantine wird seit mehreren Jahren eine Fetisch- und BDSM-Gastronomie betrieben.
Das Hassia-Fabrikgebäude ist Teil des Projektes Route der Industriekultur Rhein-Main.